# Robert Burns Smith

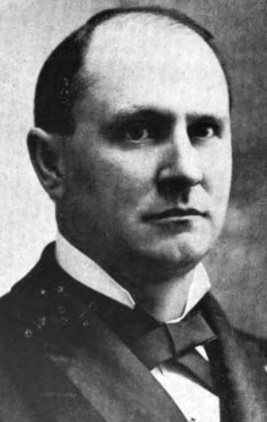
Robert Burns Smith

Robert Burns Smith (* 29. Dezember 1854 im Hickman County, Kentucky; † 16. November 1908 in Kalispell, Montana) war ein US-amerikanischer Politiker und von 1897 bis 1901 der dritte Gouverneur des Bundesstaates Montana.

## Frühe Jahre und politischer Aufstieg
Robert Smith besuchte die öffentlichen Schulen seiner Heimat in Kentucky. Nach einem anschließenden Jurastudium wurde er im Jahr 1877 als Rechtsanwalt zugelassen. Daraufhin eröffnete er in Mayfield eine Kanzlei. Im Jahr 1882 zog er in das Montana-Territorium, wo er zunächst in Dillon und ab 1889 in Helena seinem Anwaltsberuf nachging.
Smith begann seine politische Laufbahn als Delegierter auf der verfassungsgebenden Versammlung von Montana im Jahr 1885. Zwischen 1885 und 1889 war er United States Attorney; im Jahr 1890 wurde er Anwalt der Stadt Helena. Im Jahr 1894 war er erfolgloser Kandidat der Populist Party für einen Sitz im US-Repräsentantenhaus. Seine Partei ging bald darauf in der Demokratischen Partei auf. Im November 1896 wurde er als deren Kandidat zum neuen Gouverneur von Montana gewählt, wobei er sich mit 71 Prozent der Stimmen deutlich gegen den Republikaner Alexander C. Botkin durchsetzte.

## Gouverneur von Montana
Robert Smith trat sein neues Amt am 4. Januar 1897 an. In seiner vierjährigen Amtszeit wurden die Schulen und Universitäten des Staates gefördert. Auch der Ausbau des Straßennetzes wurde vorangetrieben und der Bau des State Capitol in der Hauptstadt wurde in Angriff genommen. Nach dem Ende seiner Amtszeit im Januar 1901 zog sich Smith aus der Politik zurück. Die folgenden fünf Jahre war er in Butte als Rechtsanwalt tätig. Dann musste er aus gesundheitlichen Gründen diese Arbeit aufgeben. Robert Smith starb am 16. November 1908. Er war mit Catherine Crossland verheiratet, mit der er zwei Kinder hatte.